# Öljett

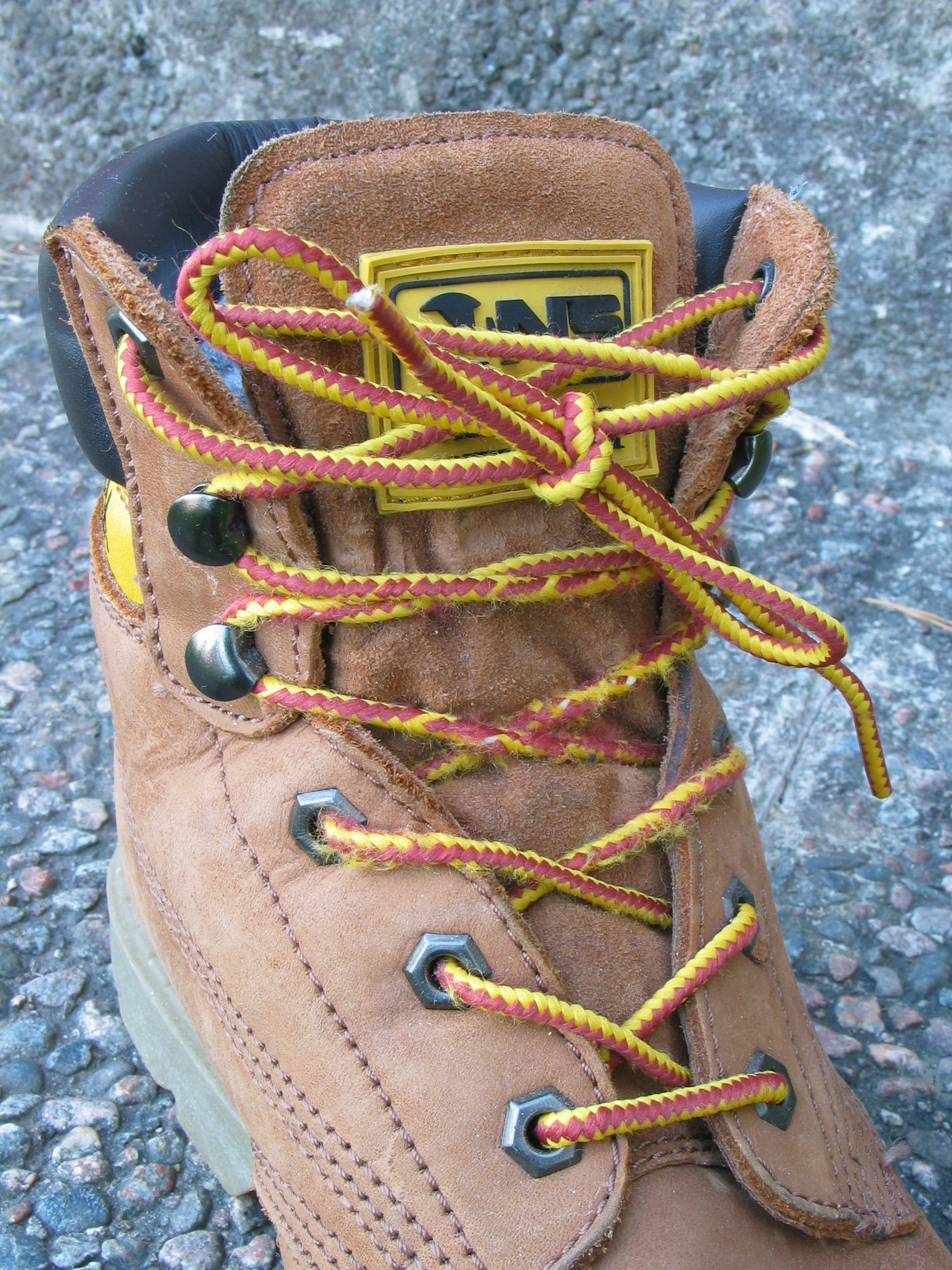
Sko med 6 grå öljetter närmast tån, 4 hakar vid vristen, samt ytterligare 2 öljetter allra överst.

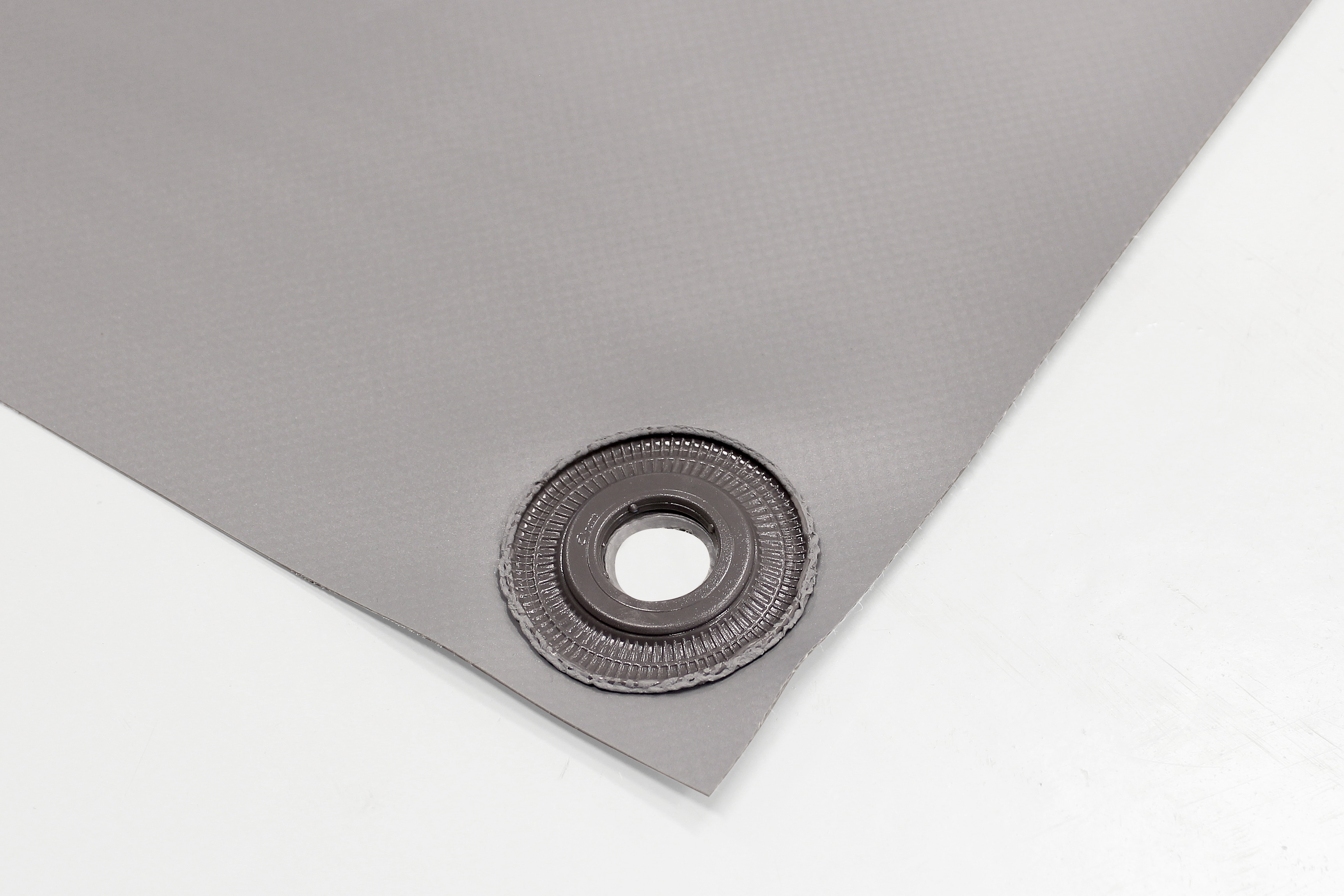
PVC-duk med en högfrekvens-svetsad öljett. Öljetten smälter fast och blir ett med duken.

En öljett (franska œillet, engelska eyelet, = litet öga i båda språken) är en hålförstärkning av metall eller annat hårt material. 
Genom öljetten dras ofta snören eller linor, till exempel i skor, kläder, tält, presenningar, båtars segel samt i kapell till båtar där man använder kapellvred.
Öljetter kan fästas med klämverktyg eller genom att smälta fast materialet. På PVC-presenningar används högfrekvenssvetsade öljetter när man vill skapa en extra stark fästpunkt.
Små öljetter, som används i skor med mera, kallas snörskoningar.
Ordet öljett är belagt i svenska språket sedan 1873, och formen oljett sedan 1860.